# ميشال مولر
ميشال مولر (بالإنجليزية: Michal Muller)‏ هو دبلوماسي جنوب أفريقي، ولد في 28 يوليو 1930.